# Taxi (serial telewizyjny)
Taxi (1978–1983) – amerykański serial komediowy stworzony przez Jamesa L. Brooksa, Stana Danielsa, Davida Davisa i Eda Weinbergera.
Światowa premiera serialu miała miejsce 12 września 1978 roku na antenie ABC. Ostatni odcinek serialu został wyemitowany 15 czerwca 1983 roku na antenie NBC. W Polsce serial nadawany był dawniej na kanale Comedy Central Polska.

## Opis fabuły
Serial opisuje zabawne przygody nowojorskich taksówkarzy.

## Obsada

### Główni
- Judd Hirsch jako Alex Rieger
- Jeff Conaway jako Robert "Bobby" Wheeler
- Danny DeVito jako Louie De Palma
- Marilu Henner jako Elaine O'Connor Nardo
- Tony Danza jako Anthony Mark "Tony" Banta
- Christopher Lloyd jako Jim Ignatowski
- Andy Kaufman jako Latka Gravas
- Carol Kane jako Simka Dahblitz-Gravas
- Randall Carver jako John Burns

### Pozostali
- J. Alan Thomas jako Jeff Bennett
- T.J. Castronova jako Tommy Jeffries
- Rhea Perlman jako Zena Sherman
- Susan Kellerman jako Greta Gravas
- Louise Lasser jako Phyllis Bornstein-Consuelos

W mniejszych rolach i epizodach wystąpili m.in.: Vincent Schiavelli, Bubba Smith, Donnelly Rhodes, Tom Selleck, Robert Picardo, Tom Hanks, Penny Marshall, Scatman Crothers.